# Sarah Donegan
Sarah Donegan (ur. 3 grudnia 1980) – australijska judoczka.
Brązowa medalistka mistrzostw Oceanii w 2003, a także mistrzostw Australii w 2003 roku.